# 오사까대부
"오사까대부"는 1986년에 개봉한 대한민국의 영화이다.

## 캐스팅
- 이대근 : 김흥두 역
- 이수진
- 김애경
- 김동현
- 이계인
- 백일섭
- 이해룡
- 최두열
- 김영인
- 권일수
- 이진영
- 김기범
- 임해림
- 최재호
- 김진희
- 서한나
- 김진화
- 조용수
- 강영철
- 유창국